# Eszter Bánffy
Eszter Bánffy (* 27. März 1957) ist eine ungarische Prähistorikerin. Sie ist Spezialistin für das Neolithikum, die Kupfersteinzeit und die Geoarchäologie. Von 2013 bis 2023 war sie Erste Direktorin der Römisch-Germanischen Kommission (RGK) des Deutschen Archäologischen Instituts (DAI).

## Werdegang
Eszter Bánffy schloss ihre schulische Ausbildung mit Schwerpunkt auf der englischen und deutschen Sprache ab. Danach begann sie 1975 an der Universität Budapest ein Studium der Englischen Philologie, das sie zwei Jahre später mit dem Bachelor abschloss. Zudem studierte sie seit 1975 Ur- und Frühgeschichte, wobei István Bóna wichtigster Lehrer war. Dieses Studium schloss sie 1980 mit dem Magistertitel ab. 1977 nahm sie ein weiteres Studium der Indologie und der Vergleichenden Indoeuropäischen Sprachwissenschaft auf, wichtigster Lehrer war hier János Harmatta. Dieses Studium beendete sie 1982 mit dem Magistertitel. 1983 war Bánffy für zehn Monate als Stipendiatin des DAAD an der Ruprecht-Karls-Universität Heidelberg, wo sie bei Harald Hauptmann studierte. Zwischen 1983 und 1986 war sie als Stipendiatin des Archäologischen Instituts der Ungarischen Akademie der Wissenschaften Promotionsstipendiatin und wurde 1988 promoviert. 1986 wurde sie Assistentin, nach der Promotion 1988 Mitarbeiterin am Archäologischen Institut der Ungarischen Akademie. 2001 wurde sie dort Leiterin der Forschungsabteilung und war zudem Gastprofessorin an der Universität Heidelberg. Eine weitere Gastprofessur führte sie 2008 an die Harvard University. 2005 wurde Bánffy zur Doktorin der Akademie promoviert, was einer Habilitation entspricht. Zudem wurde sie 2005 wissenschaftliche Beraterin der Akademie, 2008 stellvertretende Direktorin des Archäologischen Instituts und 2009 Professorin. 2012 schloss sie eine zweite Habilitation für Geoarchäologie ab, was sie als ordentliche Professorin an der Universität Szeged lehrt, wo sie schon seit 2006 als Dozentin in diesem Bereich tätig war. Anfang Juni 2013 wurde Bánffy zur ersten Direktorin der Römisch-Germanischen Kommission des DAI gewählt. Sie ist sowohl die erste Frau wie auch die erste Nicht-Deutsche auf dieser Position. Sie trat ihr Amt Ende 2013 an. Ende Februar 2023 trat sie in den Ruhestand.
Bánffy nahm an diversen Ausgrabungen in Ungarn teil und leitete viele davon, darunter wichtige Ausgrabungen in Hahót und Zalaszentbalázs. Durch ihre Ausgrabungen in Szentgyörgyvölgy-Pityerdomb konnte sie wichtige Erkenntnisse zur Ausbreitung des älteren Neolithikums, speziell zur Linienbandkeramik, in Europa erlangen. Sie nahm an mehr als 40 internationalen Tagungen aktiv teil und lehrte mehr als zehn Mal als Gast an europäischen und US-Universitäten. Aktiv ist sie zudem in der European Association of Archaeologists, in der sie zunächst Vorstandsmitglied sowie später von 2005 bis 2011 Generalsekretärin war und seit 2021 als Präsidentin amtiert. Zentrale Themen ihrer Arbeit sind das Neolithikum und die Kupferzeit des Karpatenbeckens. Sie ist seit 2013 ordentliches Mitglied des DAI, seit 2015 Mitglied der Society of Antiquaries of London und seit August 2017 korrespondierendes Mitglied der British Academy sowie Kuratorin der Gesellschaft Pro Archaeologia Hungariae.

## Schriften
- Cult objects of the neolithic Lengyel culture. Connections and interpretation (= Archaeolingua. Series minor. Bd. 7). Archaeolingua Alapítvány, Budapest 1997, ISBN 963-8046-16-3.
- A unique prehistoric figurine of the Near East (= Archaeolingua. Series minor. Bd. 15). Archaeolingua Alapítvány, Budapest 2001, ISBN 963-8046-36-8.
- The 6th Millennium BC boundary in Western Transdanubia and its role in the Central European transition (The Szentgyörgyvölgy-Pityerdomb settlement) (= Varia Archaeologica Hungarica. Bd. 15). Archaeological Institute of the Hungarian Academy of Sciences, Budapest 2004, ISBN 963-7391-85-1.
- mit Ida Bognár-Kutzián: The Late Neolithic tell settlement at Polgár-Csőszhalom, Hungary. The 1957 excavation (= Archaeolingua. Central European Series. Bd. 4; = BAR International Series 1730). Archaeopress, Oxford 2007, ISBN 978-1-4073-0174-7.
- The Early Neolithic in the Danube-Tisza interfluve (= Archaeolingua Central European Series. Band 7; = BAR International series. Band 2584). British Archaeological Reports, Oxford 2013, ISBN 978-1-4073-1212-5.